# Стјепан Доманкушић
Стјепан Доманкушић — Омега (Славонски Брод, 10. октобар 1919 — Београд, 1993), учесник Народноослободилачке борбе и генерал-потпуковник ЈНА.

## Биографија
Рођен је 10. октобра 1919. године у Славонском Броду. Предратни студент, на Загребачком универзитету студирао је математику и користио се илегалним именом Омега, које га је пратило и током рата. Члан Комунистичке партије Југославије (КПЈ) постао је 1941. године, када се прикључио и Народноослободилачком покрету (НОП). У Дванаестој славонској ударној бригади се налазио на месту заменика комесара Трећег батаљона, да би након тога постао политички комесар 25. бродске ударне бригаде.
После ослобођења Југославије обављао је многе дужности у Југословенској народној армији (ЈНА) и Савезном секретаријату за народну одбрану (ССНО). Био је начелник безбедности у јединицама Корпуса народне одбране Југославије (КНОЈ), где му је претпостављени био Никола Љубичић, затим помоћник начелника Трећег (војног) одсека у Одељењу за заштиту народа (ОЗН). Завршио је Вишу војну академију ЈНА. Налазио се на одговорним местима у Контраобавештајној служби (КОС). Био је заменик начелника Управе безбедности ССНО, Ивана Мишковића, од 1963. до 1971. године, а у периоду од 1971. до 1974. налазио се на функцији начелника. Био је начелник Управе за граничне послове Генералштаба ЈНА. Пензионисан је у чину генерал-потпуковника ЈНА, 1977. године.
Носилац је Партизанске споменице 1941. и других југословенских одликовања, међу којима су — Орден партизанске звезде, Орден братства и јединства, Орден за храброст и др.